# Розумовські
Помилка Lua у Модуль:Navbar у рядку 61: Неприпустима назва {{subst:PAGENAME}}.
Розумовські — графський (князівський, гетьманський) рід українського козацького походження з Чернігово-Сіверщини.

## Походження прізвища
Колись, кажуть, один реєстровий козак із чернігівського хутора Лемешів, поблизу Козельця, Грицько, похмелившись, полюбляв мало не кожного із своїх друзів оцінювати так: «Що то за голова, що то за розум!» Останнє слово приказки згодом перетворилося в прізвисько козака, а ще пізніше — в прізвище. Синами цього Грицька Розума були Олексій Григорович Розум та останній український гетьман Кирило Григорович Розум. Однак після того, як імператриця Єлизавета Петрівна нагородила синів козака графським титулом , недавні Олексій та Кирило Розуми, стали Розумовськими й такими уже й померли.

## Представники

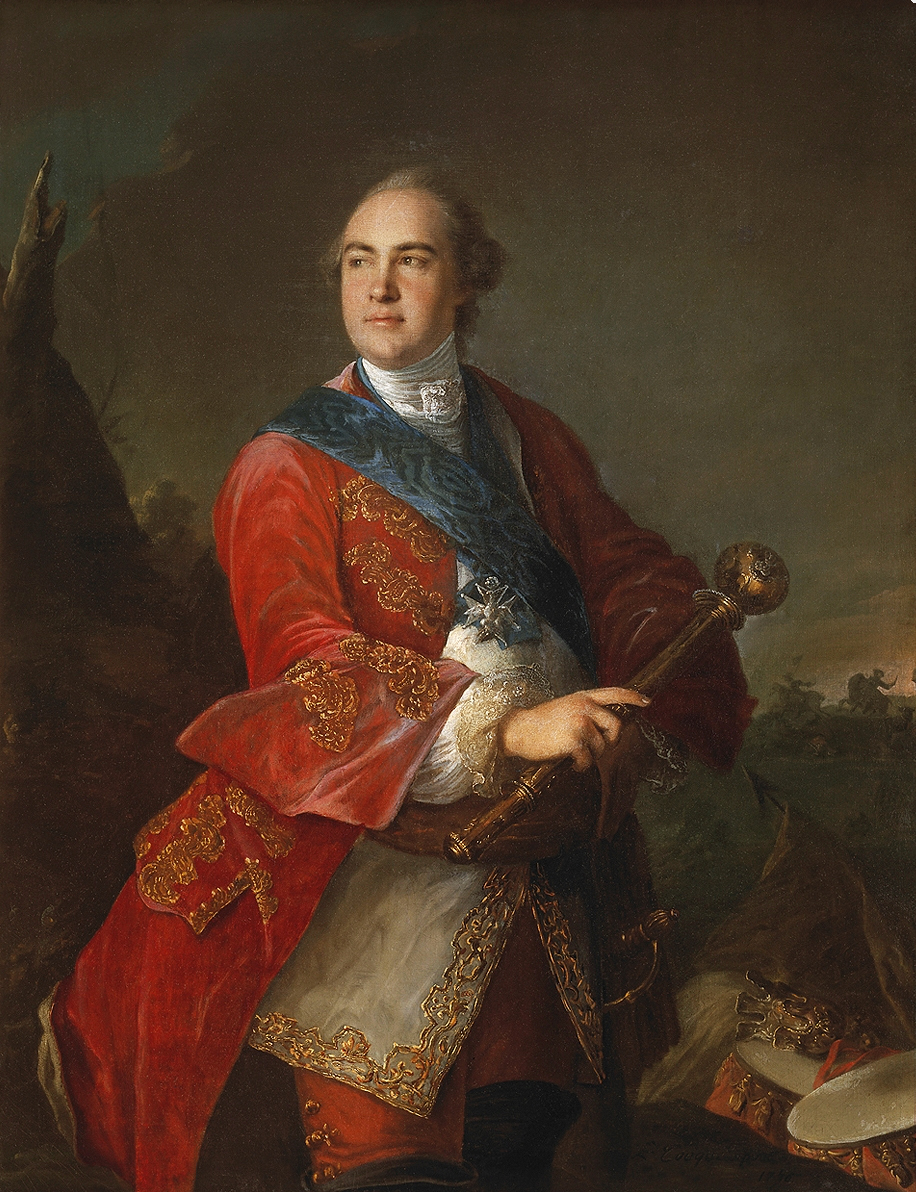
Портрет графа Кирила Розумовського (1728-1803)

Яків Романович і син його Григорій Розум († близько 1730) були реєстровими козаками козелецької сотні київського полку.

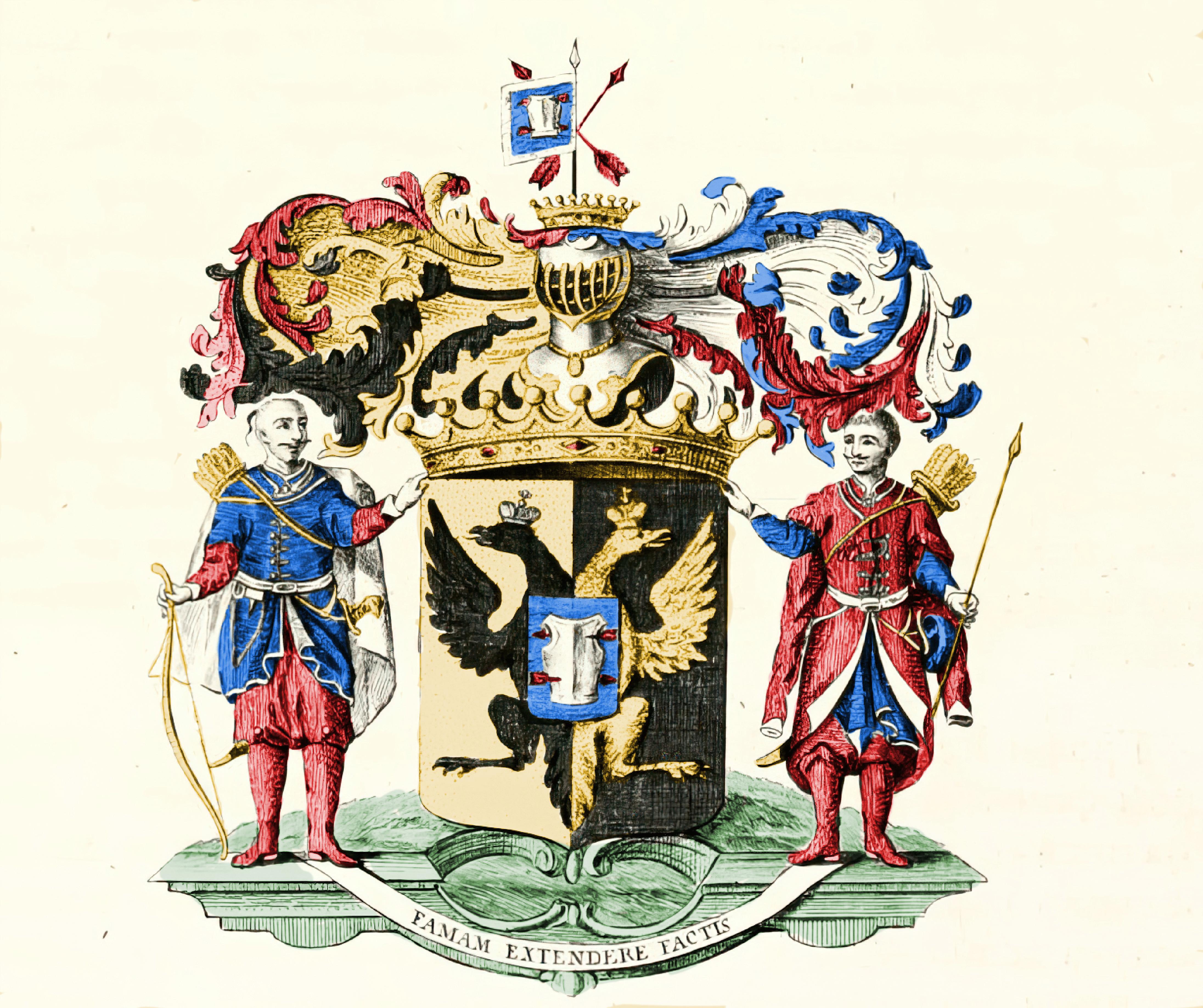
Герб родини Розумовських

Старший син Григорія Розумовського — Олексій Розумовський (1709–1771), згодом граф (з 1744), обер-еґермайстер і генерал-фельдмаршал (1756), був (з 1731) співаком придворної капели в Петербурзі й фаворитом царівни Єлисавети Петрівни, яка, ставши імператрицею, таємно одружилася з ним (1742). Завдяки цьому вся родина Розумовських та їх родичі й свояки дістали великі маєтки, посади і впливи в Російській імперії. За підтримкою Олексія Розумовського, було відновлено гетьманство в Україні, й гетьманом став його брат Кирило Розумовський.
Кирило Розумовський (1724 — 1803) — останній гетьман Лівобережної України (1750–1764), граф, російський генерал-фельдмаршал, президент Петербурзької академії наук. Був одружений з родичкою цариці — К. Наришкіною.
З їх синів, старший — граф Олексій Розумовський (1748—1822), був міністром народної освіти (1810–1816), сприяв поширенню мережі початкових шкіл та гімназій, дбав про поліпшення методів навчання, цікавився особливо природничими науками й у своєму підмосковному маєтку — с. Горенках створив великий ботанічний сад і зібрав найбільшу в імперії бібліотеку з природознавства; разом з тим він був містиком і масоном та віце-президентом Російського Біблійного Товариства. Його нешлюбні діти дістали ім'я Перовських.
Третій син гетьмана — Петро Розумовський (1751–1823), військовий та державний діяч Російської імперії, обер-камергер.
Четвертий син — граф (з 1814 — князь, з 1815 — світліший князь) Андрій Розумовський (1752—1836), російський дипломат, був посланником у Неаполі (1777—1784) і Швеції (1786—1788), амбасадором в Австрії (1790—1799, 1801—1807) і керівником російської делегації на Віденському Конгресі (1814—1815); сам добрий скрипаль (член струнного квартету), був меценатом мистецтва, протектором і приятелем Бетховена (який присвятив Розумовському три струнні квартети, опус 59, а також 5 і 6 симфонії), знав Гайдна й Моцарта, зібрав картинну галерею й побудував у Відні, де постійно жив після відставки, кілька репрезентативних будов, на що витратив величезні кошти, чим спричинив занепад своїх маєтків в Україні, які потім перейшли до Скарбу.
П'ятий син — Лев Розумовський (1757—1818), російський дипломат, військовик Російської імперії.
Шостий син гетьмана, граф Григорій Розумовський (1759—1837), вчений мінералог, почесний член Російської Академії і багатьох європейський наукових товариств, оселився у Моравії, де діти його (від другого шлюбу, не визнаного в Росії) та їх нащадки створили австрійську лінію графів Розумовських, яка існує й досі (російська лінія Розумовських вигасла ще в другій чверті XIX століття).

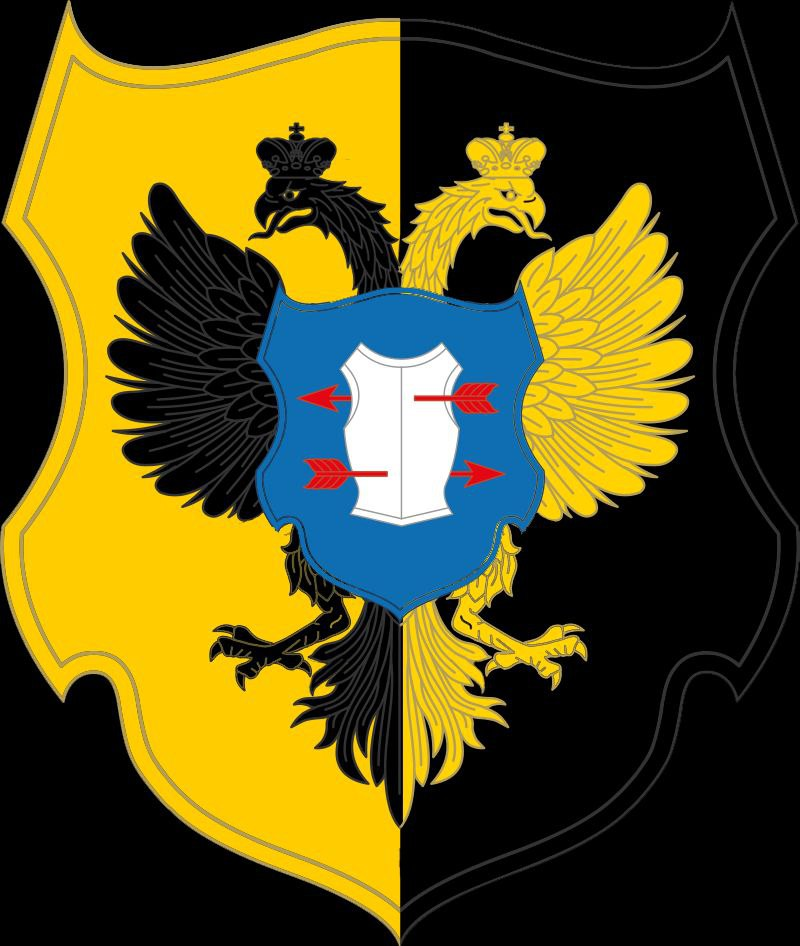
Малий герб

Молодший син Іван Розумовський (1761—1802), військовик Російської імперії, генерал-майор, командир Малоросійського гренадерського полку.

## Резиденції

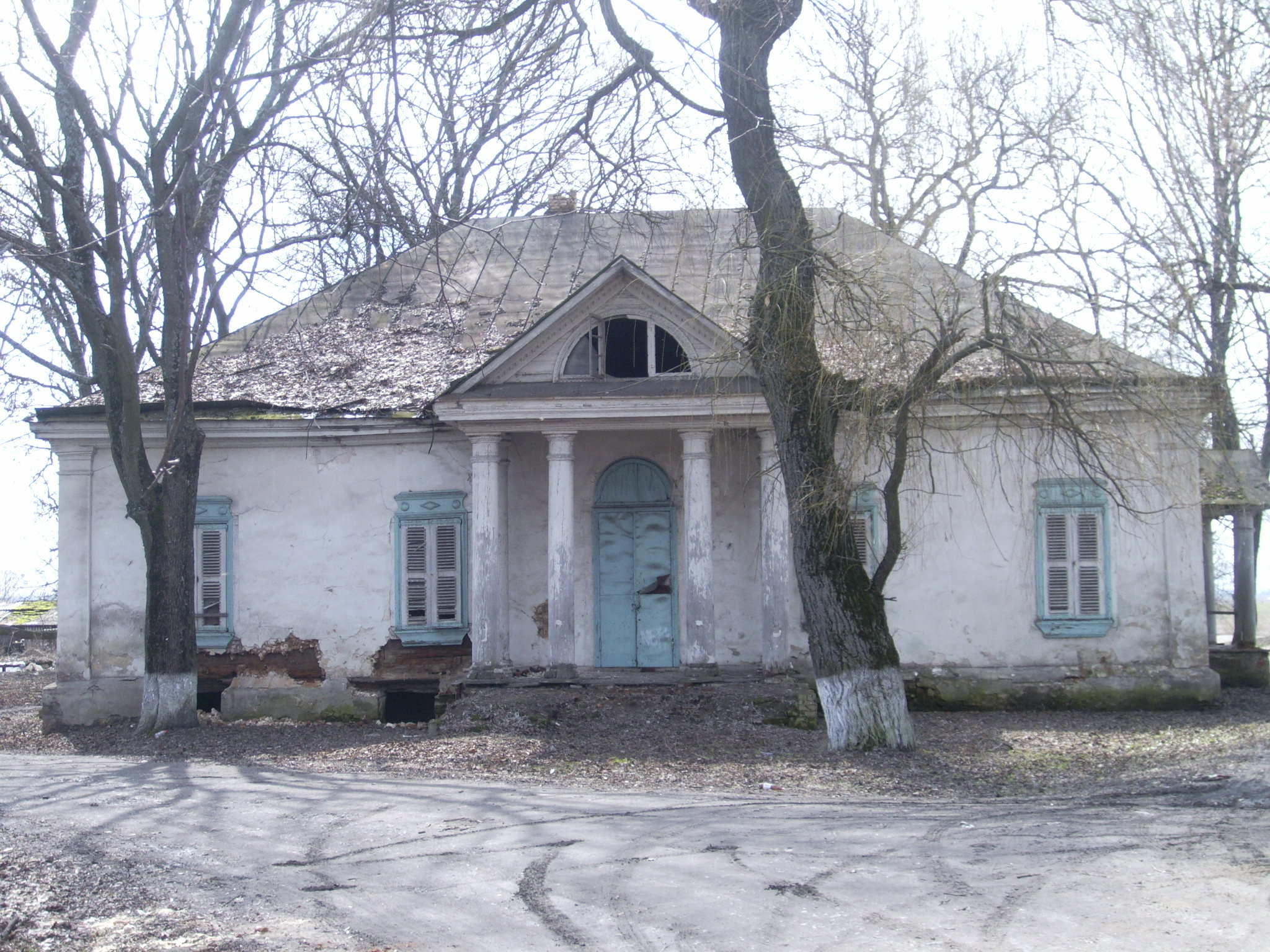
Покорщина
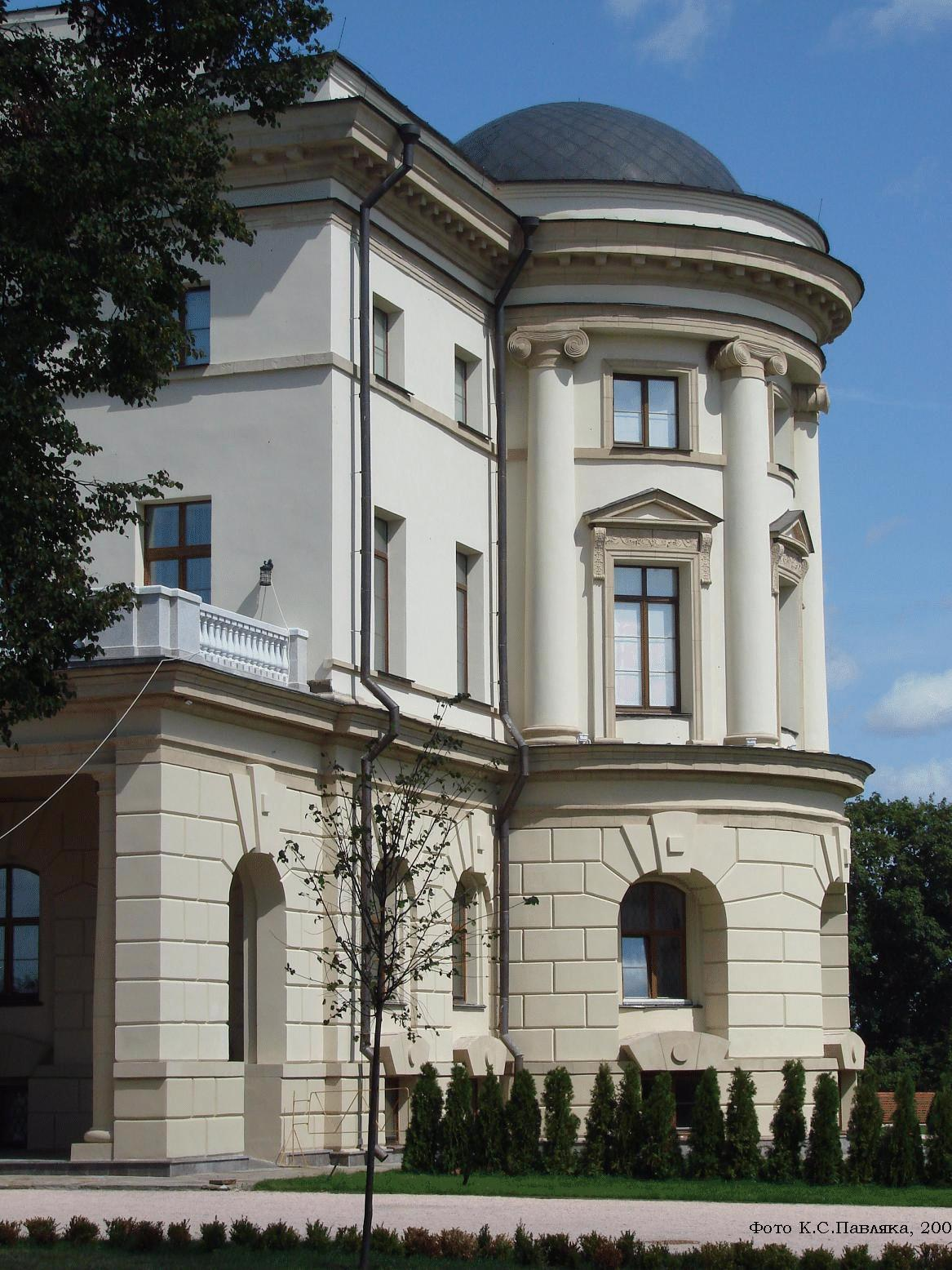
Палац гетьмана Кирила Розумовського у Батурині
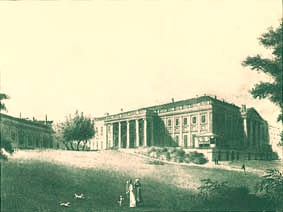
Палац Розумовського у Відні